# NGC 4431
NGC 4431 ist eine linsenförmige Galaxie vom Hubble-Typ SA(r)0 im Sternbild Jungfrau am Nordsternhimmel, die schätzungsweise 39 Millionen Lichtjahre von der Milchstraße entfernt ist. Sie bildet mit NGC 4436 und NGC 4440 ein optisches Trio und ist Teil des Virgo-Galaxienhaufens.
Das Objekt wurde am 17. April 1784 von Wilhelm Herschel entdeckt.